# Абдулах ел Сенуси
Абдулах ел Сенуси (арап. عبد الله السنوسي; рођен 5. децембра 1949) је либијски генерал и некадашњи шеф обавјештајне службе Хајат амн ел џамахирија. Потиче из племена Магарха и Гадафијев је пашеног.

## Биографија
Сенуси је ожењен сестром Гадафијеве жене и сматра се његовим најпоузданијим сарадником. Осамдесетих година налазио се на челу унутрашње безбједности, а касније се спомиње као шеф војне обавјештајне службе са чином генерала. Није познато да ли је имао и друге званичне функције.
Године 1999. у Француској је у одсуству осуђен због улоге у обарању авиона 1989. године изнад Нигера када је погинуло 170 људи. Сматра се и да је одговоран за убиство 1.200 затвореника у затвору Абу Салим (1996). Маја 2011, током Рата у Либији, Међународни кривични суд га је отпужио заједно са либијским вођом Муамером ел Гадафијем и његовим сином Сејфом ел Исламом за злочине против човјечности.

## Наводи о смрти и хапшењу
Медији су 30. августа извјештавали да је Сенуси погинуо заједно са Гадафијевим сином Хамисом за вријеме борби са НАТО снагама и побуњеницима у граду Тархуни. Затим, објављено је да се радило о Сенусијевом сину Мухамеду. Вјеровало се да је Сенуси убијен 20. октобра у Сирту заједно са Гадафијем, док је нигерски министар иностраних послова саопштио да је он пребјегао у Нигер.
Касније су медији извјештавали да Абдулах ел Сенуси покушава да се пребаци и Сејфа ел Ислама у Нигер. Дана 20. новембра, либијски министар информисања Махмуд Шамам је саопштио да је Сенуси ухапшен недалеко од града Сабхе. Међутим, тужилац Међународног кривичног суда, Луис Морено Окампо, изјавио је након састанка са либијским званичницима да је „схватио да Сенуси још није ухваћен“.